# Bakteriális vaginózis
Bakteriális vaginózis (BV), más néven vaginális bakteriózis vagy Gardnerella vaginitis, a vagina betegsége amit baktériumok túlzott elszaporodása okoz. Nem egyértelmű, hogy a probiotikumok, illetve antibiotikumok használata befolyásolja-e a terhesség eredményét. Leggyakoribb tünete a megnövekedő vaginális folyás, ami gyakran halszagú.  A folyás gyakran fehér, illetve szürke színű.  A vizelés során égető érzés jelentkezhet. Ritkán előfordul viszketés. Néha nincsenek tünetei. A BV megnöveli számos más, szexuális úton terjedő betegséggel való megfertőződés veszélyét, ideértve a HIV/AIDS fertőzést. Terhes nőknél megnöveli a koraszülés esélyét is.

## Okok és kórmegállapítás
A BV-t a vaginában természetes módon jelen lévő baktérium egyensúlyának felborulása okozza. Megváltozik a leggyakoribb baktériumtípus és a jelenlévő baktériumok száma százszoros, vagy akár ezerszeres növekedést mutathat. Kockázati tényezők többek között a hüvelyzuhany, új, vagy párhuzamosan több szexuális partner, az antibiotikumok, valamint az intrauterine eszközök használata. A diagnózist a tünet alapján valószínűsítik, majd ezt a gyanút igazolja a hüvelykenet vizsgálatának eredménye, a normálnál magasabb pH –érték és a magas baktériumszám. A bakteriális vaginózist gyakran összetévesztik a gombás hüvelyfertőzéssel , illetve a trichomonas fertőzéssel.

## Megelőzés és kezelés

### Antibiotikum
A bakteriális vaginózis szájon át történő antibiotikumos kezelése szokásosan napi 2 x 500 mg metronidazol vagy 2 x 300 mg klindamicin 5-7 napon át való szedését jelenti. Mindkét hatóanyag elérhető helyileg alkalmazható hüvelykrém vagy hüvelykúp formájában is. A kezelést egy héttel követően 80-90% a gyógyulási arány, azonban három hónapon belül a gyógyult nők 15-30%-a visszaesést tapasztal. Amennyiben maga az alkalmazott hatóanyag hatásos a kórokozó ellen (tehát pl. a metronidazolra kevésbé érzékeny aerob fertőzés nem áll fell, candidiasis, trichomoniázis vagy más etiológia kizárható, antibiotikum-rezisztencia nem áll fenn), akkor ennek leggyakoribb okai: (1) az antibiotikum nem tudott behatolni a kórokozók által képzett biofilmbe (2) reinfekció következett be, gyakran a fertőzés eredeti forrásából (3) a laktobacillus flóra károsodott, a kezelést követően csökkent számú vagy eltérő faji összetételű laktobacillus közösség maradt hátra. Metronidazol kezelést követően nagyon gyakori a Lactobacillus iners-domináns laktobacillus flóra megjelenése. Ezt a laktobacillus fajt ma a hüvelyi kórokozókkal szemben legkevésbé hatásos, a bakteriális vaginózisra és más hüvelyfertőzésekre leginkább hajlamosító laktobacillus fajként tartják számon. Az antibiotikus kezelést követő recidívák esetén alkalmazható stratégiák többek között: (1) mikrobiológiai tenyésztés és rezisztenciavizsgálat megfelelőbb hatóanyagú és dózisú antibiotikum terápia kiválasztása érdekében (2) a biofilm réteg felbomlasztása valamely biofilmképződést gátló antiszeptikum pl. polikrezulén vagy ezüst-ion tartalmú készítmény alkalmazásával, esetleg a hüvely savasításával (3) probiotikum-kúra a kihalt laktobacillusok külső pótlására (4) a kórokozókkal szemben csökkent ellenállóképességű laktobacillusok elleni immunizálás (laktobacillus védőoltás).

### Antiszeptikum
A nőgyógyászati gyakorlatban használatos, intravaginálisan alkalmazott antiszeptikumok hatóanyagai többek között: a povidon-jód, a hexetidin, a dekvalínium-klorid, az oktenidin-hidroklorid/fenoxietanol kombináció, a polihexametilén-biguanid-hidroklorid (PHMB), a polikrezulén, illetve a különböző ezüst-ionokat tartalmazó vegyületek, pl. az egyértékű ezüst-ionokkal kovalensen kapcsolt mikrokristályos titán-dioxid hozzáadott benzalkónium-kloriddal, röviden TIAB. Ezek a szerek általában szélesebb spektrumúak mint az antibiotikumok, és a rezisztenciák kifejlődése nem jellemző. Hátrányuk, hogy nem-specifikus hatásmechanizmusaik a laktobacillus flórát is károsíthatják, bár egyes fajtáik (pl. dekvalínium-klorid) e kintetben is elfogadható, az antibiotikus kezelésnél nem rosszabb eredményt adnak. A polikrezulén egyes szerzők szerint kifejezetten fokozza a laktobacillusok szaporodását. További hátrány, hogy hatásukat csak lokálisan, a hüvelyben fejtik ki; terhességben, immunszuprimált egyénekben ezért alkalmazásuk korlátozott a felszálló fertőzések fokozott kockázata miatt. A patogén flóra megkevesbedését követően a laktobacillus flóra dominanciára jutása nem minden esetben következik be: hasonlóan az antibiotikus terápiához, az antiszeptikummal történő kezelést is érdemes probiotikum kúrával és/vagy a hüvelyi pH savasításával lezárni a visszaesések és újrafertőződések elkerülése érdekében.

### Probiotikum
A probiotikumok alkalmazásának terápiás célja a hüvelyi laktobacillus flóra regenerálása intravaginálisan, vagy ritkábban szájon át bejuttatott laktobacillusok segítségével. Ez a megközelítés a mai napig intenzív fejlődés alatt áll, melynek a molekuláris biológiai vizsgáló módszerek, elsősorban a PCR-rel segített 16S rRNS gén szekvencia alapú bakteriális identifikáció elterjedése, és az ennek köszönhetően a normál hüvelyflóra felépítéséről az utóbbi két évtizedben szerzett ismeretek további lendületet adtak. Ma már tudjuk, hogy a normál hüvelyi laktobacillus flórát a nők nagy részében mindössze négy laktobacillus faj uralja: a Lactobacillus crispatus, a Lactobacillus iners, a Lactobacillus gasseri és a Lactobacillus jensenii. Az egyéb fajokba tartozó ismert hüvelyi laktobacillusok ezeknél jóval alacsonyabb csíraszámban és/vagy a nőknek csak kis százalékában vannak jelen. A kereskedelmi forgalomban kapható hüvelyi probiotikumok jelentős része azonban a mai napig nem hüvelyi laktobacillus törzseket tartalmaz: gyakori a tejipari (pl. Lactobacillus bulgaricus, Lactobacillus helveticus) illetve a béltraktusi eredetű (pl. Lactobacillus rhamnosus GG) törzsek alkalmazása. Ezeknek nem csupán alacsonyabb az urogenitális kórokozókkal szembeni antipatogenikus hatása, de többségük nem képes a hüvely nyálkahártyáján tartósan megtelepedni, legkésőbb a kezelést követő első menstruáció után eltűnnek a hüvelyből. Az 1990-es évek végén támadt fel a tudományos érdeklődés olyan hüvelyi laktobacillus törzsek azonosítására, melyek mind a hüvelyi epithelsejteken való tartós adhéziójuk, mind a kórokozók ellen kifejtett védőfunkciójuk alapján alkalmasak lehetnek hüvelyi probiotikumként való alkalmazásra. A Reid és munkatársai által javasolt Lactobacillus rhamnosus GR-1 és Lactobacillus reuteri RC-14 urogenitális izolátumokból kifejlesztett, szájon át szedhető probiotikum (kereskedelmi néven pl.: Femibion® Flor Intim) két hónapos alkalmazása után a tünetmentes bakteriális vaginózisban szenvedő nők hüvelyflórája az esetek 37%-ában minden egyéb kezelés nélkül normalizálódott; a placebóval kezelt kontroll csoportban ez idő alatt mindössze a nők 13%-a gyógyult. Egy további tanulmányban az L. rhamnosus GR-1 és az L. reuteri RC-14 törzsek három napos intravaginális alkalmazást követően legalább 19 napig kimutathatók maradtak a kezelt nők kétharmadában.
Antonio és más szerzők a leggyakoribb hüvelyi laktobacillus fajok használatát szorgalmazzák, melyekről feltételezik, hogy speciális alkalmazkodási stratégiájuk különösen alkalmassá teszi őket a hüvely kolonizációjára, a hormonális változások, a menstruáció és a külső behatások által megzavart környezetben való túlélésre. A négy legáltalánosabban előforduló faj közül az L. crispatus hatékony antagonistája a hüvelyi kórokozóknak, és e faj törzsei stabil hüvelyi kolóniákat képeznek. Ezzel szemben az L. gasseri és különösképpen az L. iners számos törzse a hüvely diszbiotikus állapotaiban is gyakran megtalálható, a kórokozók ellen nyújtott védelmük nem optimális. A 2000-es évek közepén kezdődtek meg az első erőfeszítések L. crispatus alapú hüvelyi probiotikum kifejlesztésére. Az Antonio és munkatársai által 2003-ban elsőként javasolt L. crispatus CTV-05 mind in vitro, mind in vivo körülmények között jó arányban perzisztált a hüvely nyálkahártyáján. Az e törzset tartalmazó Lactin-V® kereskedelmi nevű probiotikum 2007-re esett át az I. fázisú klinikai vizsgálaton, 2010-re a IIa. fázisú vizsgálaton, 2020-ra pedig IIb. fázisú vizsgálaton. Ez utóbbi során 228 bakteriális vaginózisban szenvedő nőt ötnapos hüvelyi metronidazol krém használatát követően véletlenszerűen, kettős vak elv szerint verum- és placebó-csoportba osztottak. A verum csoport 152 tagja egy hétig naponta, majd 10 héten át heti kétszer alkalmazta intrvaginálisan a Lactin-V-t. A 12. héten folytatott vizsgálatban (egy héttel a kezelés végét követően) a verum csoportban a nők 30%-a, a placebó csoportban a nők 45%-a jelentkezett ismét bakteriális vaginózissal. A 24. hétre, azaz 13 héttel a kezelés befejezését követően a Lactin-V csoport 42%-a, a placebó-csoport 62%-a esett vissza.
A négy törzs között L. crispatus LbV 88-at is tartalmazó OMNi-BiOTiC® FLORA plus+ kereskedelmi nevű probiotikum egészséges hüvelyflórájú terhes nőkből az első trimeszter végén izolált laktobacillus törzsekből lett kifejlesztve. Az osztrák fejlesztői csoport 127 izolátumot értékelt ki többek között a következő szempontok szerint: kataláz- és oxidáz-aktivitás, szaporodóképesség aerob és anaerob körülmények között, savasítási képesség, extracelluláris hidrogén-peroxid termelése, glikogénfelhasználás, epesókkal szembeni tolerancia, kórokozók (Escherichia coli, Gardnerella vaginalis, Candida krusei, Candida albicans és Candida glabrata) szaporodásának gátlása, antibiotikum-rezisztenciák, mucin bontásának képessége, β-hemolízis, glikozidáz-aktivitás, arilamidáz aktivitás. Az optimális négy törzset tartalmazó, szabadalmazott probiotikum bakteriális vaginózisban történő, egy hetes metronidazol-terápiát kiegészítő alkalmazásáról egy randomizált, kettős vak, placebó-kontrollált kísérletben megállapították: a probiotikum négy hetes alkalmazása a 17 fős verum csoportban az Amsel-skálán elért pontszámot 4,0-val, a Nugent-skálán elért pontszámot 5,5-tel csökkentette. A probiotikumot nem kapott, 19 fős kontroll csoportban ez idő alatt csupán 2,0 pontos javulás következett be az Amsel-skálán és 3,0 pontos javulás a Nugent-skálán. A fejlesztői csoport több hasonlóan kis létszámú tanulmányból készített metaanalízissel erősítette meg az eredmény statisztikai relevanciáját.
Egy további jelölt, az L. crispatus IP 174178 (Physioflor®) III. fázisú klinikai vizsgálata során  a probiotikum bakteriális vaginózis kiegészítő kezeléseként való hatásosságát vizsgálták. Az egy hetes szájon át történő metronidazol terápiát követően a véletlenszerűen kiválasztott 50 fős verum csoport tagjai három menstruációs cikluson át ciklusonként 14 hüvelyi probiotikum kapszulát alkalmazott; a 48 fős kontroll csoport ezalatt placebót kapott. A kezelés időtartama alatt a verum csoportban a nők 20,5%-a tapasztalt recidívát, míg a kontroll csoportnak 41,0%-a. Az újabb kutatásokon alapuló, modernebb összetételű probiotikus készítmények jelentős része nem minden országban, így egyelőre Magyarországon sincs forgalomban.

### A hüvelyi pH savasítása
A már kialakult laktobacillus flóra a hüvelyváladék pH-ját 3,8 és 4,4 közé szabályozza be. Ezen a pH-n az acidofil (savkedvelő) tulajdonságú tejsavtermelő baktériumok előnybe kerülnek számos gyengébb savtűrő képességű kórokozóval szemben. A laktobacillus-hiányos állapotban (bakteriális fertőzésben, antimikrobiális terápia után) az újbóli megtelepedés elősegítéséhez kezdeti előnyt szolgáltat a kívülről bevitt tejsav vagy aszkorbinsav. Ha még jelenvannak laktobacillusok a hüvelyben, akkor ez a terápiás megközelítés elegendő lehet a laktobacillus-domináns hüvelyflóra helyreállításához. Ha az előzményben többszöri vagy hosszantartó antibiotikus vagy antiszeptikus kezelés szerepel, érdemes a savasító kezelést probiotikum-kúrával kiegészíteni, pl. a savas és a probiotikus készítmény napi váltásban történő alkalmazásával. Az egyszeri heteken át tartó kezelésnél előnyösebb – amennyiben a köztes időszakban visszaesés nem következik be –  néhány hónapon át csupán a menstruációt követő néhány napban alkalmazni, mind a savas, mind a probiotikus készítményeket.

### Laktobacillus védőoltás
A laktobacillus védőoltások a hüvelyi mikrokörnyezet hatékony savasítására és a kórokozók kordában tartására kevéssé alkalmas, aberráns laktobacillus törzsekkel szemben alakítanak ki immunitást, mely lehetővé teszi a normál laktobacillusflóra szaporodását. A bakteriális vaginózis és a trichomoniázis kezelésére terápiás javallattal rendelkező, vényköteles vakcinák kb. a nők 65%-ában hatásosak. Ezekben a nőkben a 3-5 adagos oltási sorozat a fél év múlva adott emlékeztető oltással kiegészítve kb. egy évre alakít ki immunitást és akadályozza a hüvelyi fertőzések újbóli jelentkezését. Ez a terápiás megközelítés kórtörténettől függően (pl. hosszas előzetes antibiotikum szedés) probiotikum-terápiával kombinálva a legeredményesebb.

## Epidemiológia és történet
A bakteriális vaginózis a termékeny korban lévő nők leggyakoribb hüvelyi fertőzése. A fertőzőtt nők aránya bármely adott időpontban 5-70% között mozog. A bakteriális vaginózis Afrika egyes részein fordul elő leggyakrabban és Ázsiában, illetve Európában a legritkább. Az Egyesült Államokban a 14 és 49 év közötti nők mintegy 30%-át érinti. Az arányok jelentős eltérést mutatnak a különböző etnikai csoportok között egy országon belül. Miközben a bakteriális vaginózishoz hasonló tüneteket az írott történelem nagy részében rögzítettek, az első biztosan dokumentált eset 1894-es.